# Dancing Stars (Austria)
Dancing Stars – program rozrywkowy nadawany przez ORF 1 od jesieni 2005 roku. Druga edycja rozpoczęła się wiosną 2006 r., trzecia edycja na wiosnę 2007 roku, czwarta edycja w 2008 roku i piąta edycja w 2009 roku.

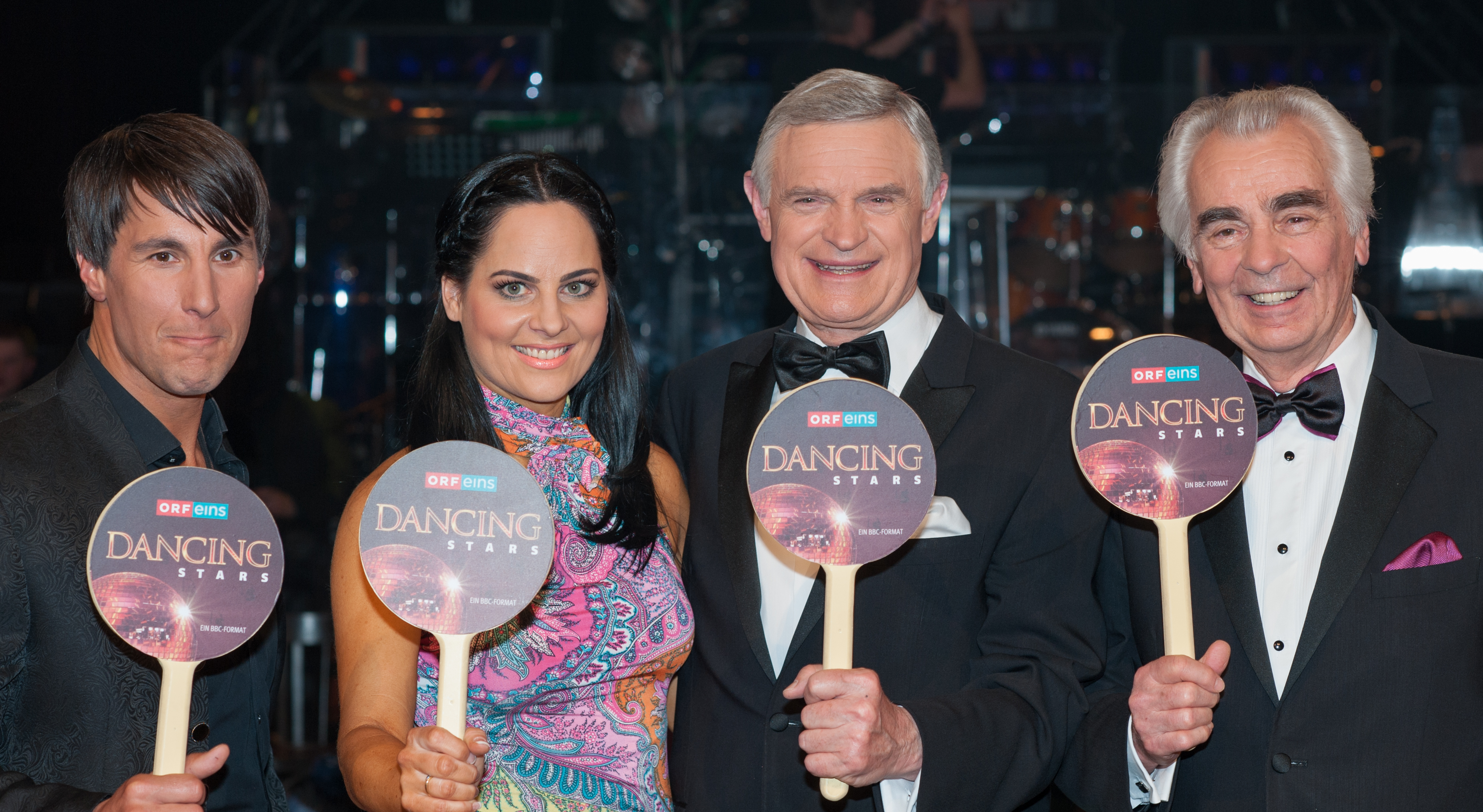
Jury 2013

## Załoga

### Gospodarze
We wszystkich edycjach gospodarzami byli Alfons Haider i Mirjam Weichselbraun.

### Jury
W pierwszej edycji tancerzy oceniali Hannes Nedbal, Nicole Burns-Hansen, Thomas Schäfer-Elmayer i  Dagmar Koller.
Od drugiej do trzeciej edycji tancerzy oceniali Harald Serafin zastąpił Dagmar Koller.
W czwartej edycji Klaus Eberhartinger zamienił się miejscami z Alfons Haider jako gospodarza. Alfons Haider zasiadł wtedy jako jury.
W piątym edycji Klaus Eberhartinger i Alfons Haider powrócili na swoje stare stanowiska.

## Edycje
Pierwsza edycja wystartowała jesienią 2005 r., druga edycja rozpoczęła się wiosną 2006 r., trzecia edycja na wiosnę 2007 roku, czwarta edycja w 2008 roku i piąta edycja w 2009 roku.

### 1 edycja
| Gwiazda            | Zawód             | Tancerz              | Miejsce |
| ------------------ | ----------------- | -------------------- | ------- |
| Marika Lichter     | piosenkarka       | Andy Kainz           | 1       |
| Toni Polster       | były piłkarz      | Michaela Heintzinger | 2       |
| Barbara Rett       | Prezenter         | Manfred Zehender     | 3       |
| Stefano Bernardin  | Aktor             | Christina Auer       | 4       |
| Patricia Kaiser    | Miss Austrii 2000 | Alexander Kreissl    | 5       |
| Peter Rapp         | Prezenter         | Julia Polai          | 6       |
| Arabella Kiesbauer | Prezenterka       | Balázs Ekker         | 7       |
| Mat Schuh          | piosenkarz        | Kelly Kainz          | 8       |

### 2 edycja
| Gwiazda            | Zawód                   | Tancerz              | Miejsce |
| ------------------ | ----------------------- | -------------------- | ------- |
| Manuel Ortega      | piosenkarz              | Kelly Kainz          | 1       |
| Andreas Goldberger | były skoczek narciarski | Julia Polai          | 2       |
| Nicole Beutler     | Aktorka                 | Balázs Ekker         | 3       |
| Hans Georg Heinke  | Dziennikarz i Prezenter | Elke Gehrsitz        | 4       |
| Simone Stelzer     | Piosenkarka             | Alexander Kreissl    | 5       |
| Gregor Bloéb       | Aktor                   | Michaela Heintzinger | 6       |
| Barbara Karlich    | Prezenter               | Alexander Zaglmaier  | 7       |
| Mat Schuh          | prezenter radiowy       | Kelly Kainz          | 8       |
| Ulrike Beimpold    | aktor                   | Manfred Zehender     | 9       |
| Gerda Rogers       | astrolog                | Andy Kainz           | 10      |

### 3 edycja
| Gwiazda             | Zawód                           | Tancerz              | Miejsce |
| ------------------- | ------------------------------- | -------------------- | ------- |
| Klaus Eberhartinger | piosenkarz                      | Kelly Kainz          | 1       |
| Peter L. Eppinger   | Prezenter                       | Julia Polai          | 2       |
| Stephanie Graf      | Piosenkarka                     | Andy Kainz           | 3       |
| Michael Tschuggnall | zwycięzca Starmanii w 2002 roku | Alice Guschelbauer   | 4       |
| Nina Proll          | Aktorka                         | Balázs Ekker         | 5       |
| Harry Prünster      | Prezenter                       | Michaela Heintzinger | 6       |
| Michael Konsel      | Były bramkarz                   | Nicole Kuntner       | 7       |
| Stephanie Graf      | była lekkoatletka               | Andy Kainz           | 8       |
| Hera Lind           | Autorka bestsellerów            | Alexander Kreissl    | 9       |
| Timna Brauer        | piosenkarka                     | Manfred Zehender     | 10      |

### 4 edycja
| Gwiazda            | Zawód               | Tancerz              | Miejsce |
| ------------------ | ------------------- | -------------------- | ------- |
| Dorian Steidl      | Prezenter           | Nicole Kuntner       | 1       |
| Elisabeth Engstler | Prezenter           | Alexander Zaglmaier  | 2       |
| Elke Winkens       | Aktorka             | Andy Kainz           | 3       |
| Hans Kreuzmayr     | Waterloo & Robinson | Alice Guschelbauer   | 4       |
| Jeannine Schiller  |                     | Balázs Ekker         | 5       |
| Marc Pircher       | Piosenkarz          | Kelly Kainz          | 6       |
| Christine Reiler   | Miss Austrii 2007   | Manfred Zehender     | 7       |
| Oliver Stamm       | Siatkarz plażowy    | Julia Polai          | 8       |
| Peter Tichatschek  | Prezenter           | Michaela Heintzinger | 9       |
| Claudia Stöckl     | Prezenterka         | Alexander Kreissl    | 10      |

### 5 edycja
| Gwiazda                   | Zawód              | Tancerz              | Miejsce |
| ------------------------- | ------------------ | -------------------- | ------- |
| Claudia Reiterer          | Prezenterka        | Andy Kainz           | 1       |
| Ramesh Nair               | Choreograf         | Michaela Heintzinger | 2       |
| Udo Wenders               | Piosenkarz         | Babsi Koitz          | 3       |
| Tini Kainrath             | Piosenkarka        | Manfred Zehender     | 4       |
| Sandra Pires              | Piosenkarka        | Alexander Kreissl    | 5       |
| Gitta Saxx                | Playmate Austrii   | Balázs Ekker         | 6       |
| Vincent Bueno             | Zwycięzca Musical! | Christina Auer       | 7       |
| Maggie Entenfellner       | Felietonista       | Gerhard Egger        | 8       |
| Gerhard Zadrobilek        | Były rowerzysta    | Alice Guschelbauer   | 9       |
| Andy Lee Lang             | Piosenkarka        | Nicole Kuntner       | 10      |
| Marie-Christine Friedrich | Aktorka            | Alexander Zaglmaier  | 11      |
| Christoph Fälbl           | Aktor              | Julia Polai          | 12      |

### Dancing Stars – Die Traumhochzeit
Po 3 edycji został wyemitowany odcinek pod nazwą Dancing Stars – Die Traumhochzeit.

### Dance for Europe
Odcinek został wyemitowany przed rozpoczęciem 5 edycji. Pary były wybierane do reprezentowania w 2008 roku do Konkursu Tańca Eurowizji.

Uczestnicy:
- Julia Polai i Peter L. Eppinger
- Alexander Kreissl i Simone Stelzer
- Alice Guschelbauer i Michael Tschuggnall
- Balázs Ekker i Nicole Beutler
- Michaela Heintzinger i Gregor Bloéb
- Manfred Zehender i Christine Reiler
- Alexander Zaglmaier i Zabine Kapfinger
- Nicole Kuntner i Dorian Steidl